# Мосбах (Німеччина)
Мосбах (нім. Moßbach) — громада в Німеччині, розташована в землі Тюрингія. Входить до складу району Заале-Орла. Складова частина об'єднання громад Зенплатте.
Площа — 9,70 км2. Населення становить 400 ос. (станом на 31 грудня 2021).